# ハーラン郡 (ケンタッキー州)
ハーラン郡（英: Harlan County）は、アメリカ合衆国ケンタッキー州の南東部に位置する郡である。2010年国勢調査での人口は29,278人であり、2000年の33,202人から11.8%減少した。郡庁所在地はハーラン市（人口1,745人）であり、同郡で人口最大の都市はカンバーランド市（人口2,237人）である。ハーラン郡は1819年に設立され、郡名はアメリカ独立戦争のブルーリックスの戦いに参戦した軍人サイラス・ハーラン（1753年-1782年）に因んで名付けられた。郡内にはケンタッキー州の最高地点であるブラック山、標高4,145フィート (1,263 m) がある。
ハーラン郡は「モイスト郡」に分類される。基本的にアルコール飲料の販売が禁止されている「ドライ郡」（禁酒郡）だが、カンバーランド市のように包装容器に入ったアルコール飲料の販売が認められる「ウェット」市があり、またハーラン市の場合は100席以上があるレストランではアルコール飲料を提供してもよいことになっている。

## 歴史
ハーラン郡は1819年にノックス郡から分離して設立された。郡名は、サイラス・ハーランに因んで名付けられた。ハーランは1753年3月17日にバージニア州（現在はウェストバージニア州）バークレー郡で生まれた開拓者であり、ジョージ・ハーランとアン・ハースト・ハーラン夫妻の息子だった。1774年ジェイムズ・ハロッドと共に若者としてケンタッキー州に旅し、斥候、猟師となり、大陸軍では少佐になった。ハーランはハロッズバーグのハロッド隊が開拓者に火薬を分配するのを支援し、アメリカ独立戦争ではイギリス軍に対抗するのを助けた。
ハーランは叔父のジェイコブと弟のジェイムズの援助でダンビルの近くに丸太の倉庫を建て、それは「ハーランズ・ステーション」と呼ばれた。1778年から1779年に掛けてイギリス軍に対抗したジョージ・ロジャース・クラークのイリノイ方面作戦ではクラークの下に仕えた。1779年、ジョン・ボーマンが行ったオールド・チリコシー襲撃では中隊を指揮し、1780年にクラークがオハイオ川河口にジェファーソン砦を設立するのを助けた。
1782年8月19日に起きたブルーリックスの戦いでハーランは前衛隊を指揮しているときに戦死した。当時サラ・コールドウェルと婚約していたが、サラは後に弟のジェエイムズと結婚し、その孫はアメリカ合衆国最高裁判所判事のジョン・マーシャル・ハーランとなった。

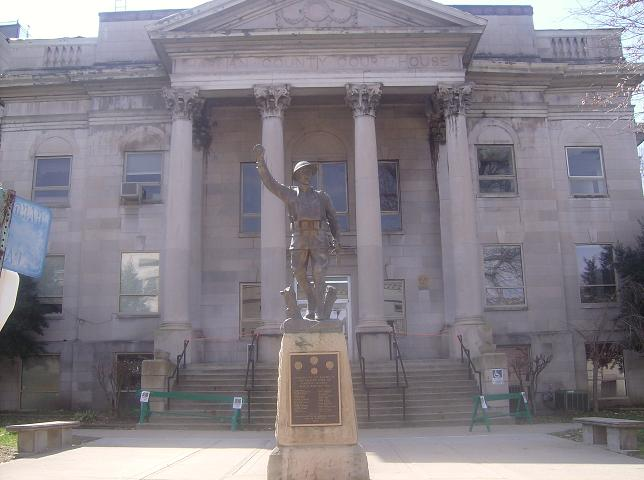
ハーラン郡庁舎前景

ハーラン郡は20世紀初期から、労働者を組織し、雇用者からうまい取引を引き出そうという試みが繰り返し行われた場所となり、特に石炭鉱業に関するものが多かった。1930年代には、ストライキを行う労働者とストライキ破り、炭坑会社治安維持部隊、および警察の間に激しい対峙があり、数年間は「血塗られたハーラン郡」と呼ばれた時代もあった。1931年5月5日のエバーツの戦いの後、ケンタッキー州知事が秩序を回復するために州兵を招集した。これは1976年の映画『Harlan County, USA』の題材となり、1970年代の第二次労働争議期間のストライキと組織化を映していた。
1924年、郡民のコンディ・ダブニーがある人を殺した容疑で有罪となったが、その殺されたと考えられた人物は後で生きていることが分かった。
18世紀後半から19世紀中盤まで、ハーラン郡と付近の郡には、アフリカ人、ヨーロッパ人、またインディアンを先祖に持つ多人種の人々が多く入植した。その中にはメランジョンと呼ばれる人々がおり、19世紀の写真、DNA分析および歴史記録を通じて初期開拓者の血を引くことが分かってきた。2007年、インディアンのリッジトップ・ショーニー族が多人種家族の生活を改善し、インディアンの歴史遺産を保存するために非営利団体を結成した。ケンタッキー・インディアン・データブックを作成し、この地域に関わるインディアン1,000人の名前を記録した。現在ウェブサイトでアクセスできる。2010年時点でメンバー登録とサービスを中断している。

## 地理
アメリカ合衆国国勢調査局に拠れば、郡域全面積は467.97平方マイル (1,212.0 km2)であり、このうち陸地467.20平方マイル (1,210.0 km2)、水域は0.78平方マイル (2.0 km2)で水域率は0.17%である。

### 特徴的な地形
カンバーランド川の水源が郡内にある。プア支流はハーラン市から東にカンバーランド市を過ぎレッチャー郡に入る。クローバー支流はエバートから東に流れる。マーティンズ支流はハーラン市から西に流れる。合流点はバクスターにある。
ブラック山はリンチの東にあり、標高は4,145フィート (1,263 m) で州内最高地点である。

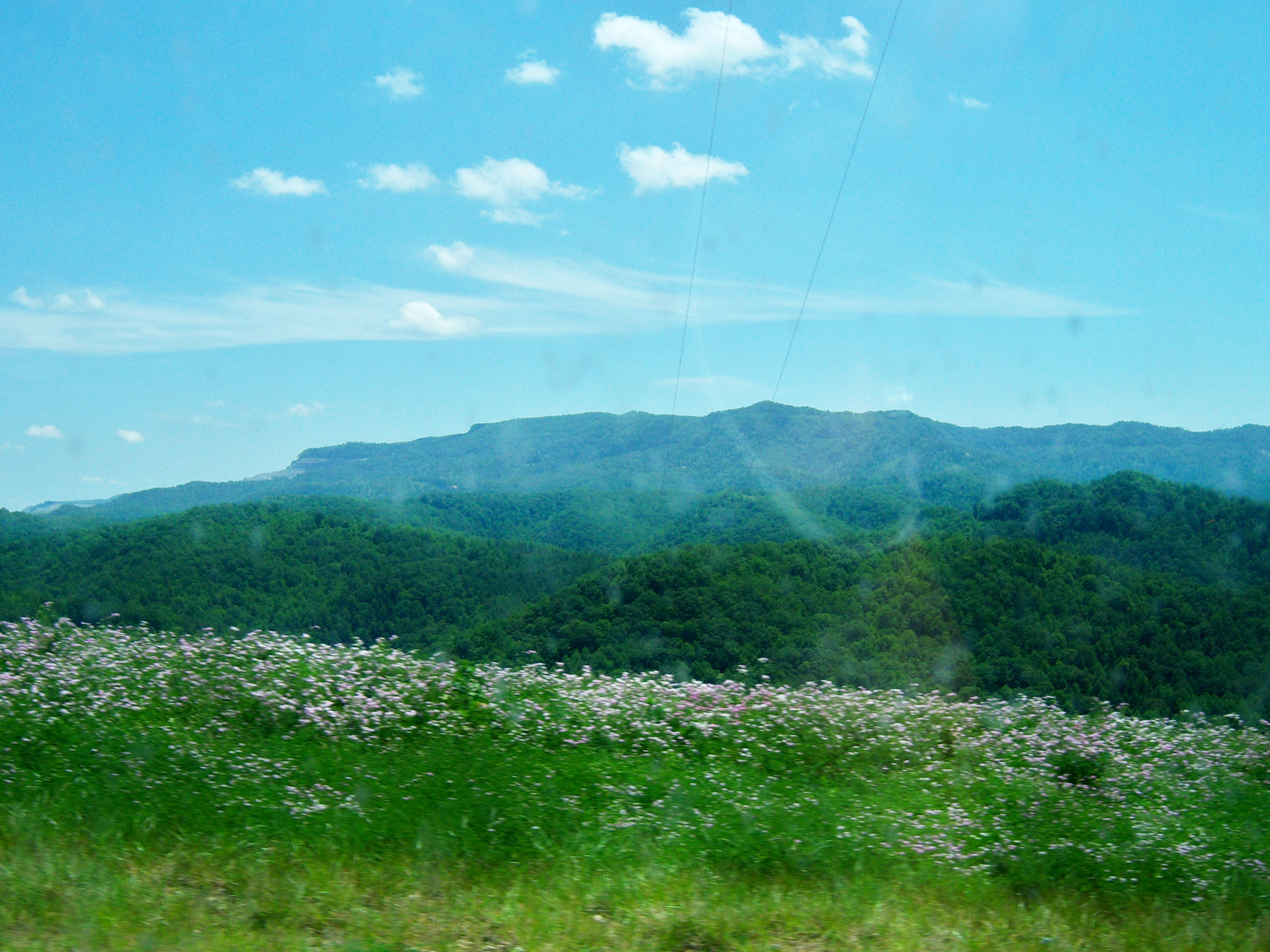
ブラック山

### 主要高規格道路
- アメリカ国道421号線
- アメリカ国道119号線
- ケンタッキー州道38号線
- ケンタッキー州道160号線

### 隣接する郡
- ペリー郡 - 北
- レッチャー郡 - 北東
- ワイズ郡 (バージニア州) - 東
- リー郡 - 南東
- ベル郡 - 南西
- レスリー郡 - 北西

### 国立保護地域
- カンバーランド・ギャップ国立歴史公園（部分）

## 人口動態
以下は2000年国勢調査による人口統計データである。
| 基礎データ - 人口: 33,202人 - 世帯数: 13,291 世帯 - 家族数: 9,449 家族 - 人口密度: 27人/km2（71人/mi2） - 住居数: 15,017軒 - 住居密度: 12軒/km2（32軒/mi2） 人種別人口構成 - 白人: 95.56% - アフリカン・アメリカン: 2.62% - ネイティブ・アメリカン: 0.48% - アジア人: 0.29% - 太平洋諸島系: 0.02% - その他の人種: 0.08% - 混血: 0.95% - ヒスパニック・ラテン系: 0.65% 年齢別人口構成 - 18歳未満: 25.0% - 18-24歳: 8.5% - 25-44歳: 27.5% - 45-64歳: 25.2% - 65歳以上: 13.9% - 年齢の中央値: 38歳 - 性比（女性100人あたり男性の人口） - 総人口: 91.8 - 18歳以上: 87.8 | 世帯と家族（対世帯数） - 18歳未満の子供がいる: 32.2% - 結婚・同居している夫婦: 54.3% - 未婚・離婚・死別女性が世帯主: 13.2% - 非家族世帯: 28.9% - 単身世帯: 27.0% - 65歳以上の老人1人暮らし: 12.6% - 平均構成人数 - 世帯: 2.47人 - 家族: 3.00人 収入と家計 - 収入の中央値 - 世帯: 18,665米ドル - 家族: 23,536米ドル - 性別 - 男性: 29,148米ドル - 女性: 19,288米ドル - 人口1人あたり収入: 11,585米ドル - 貧困線以下 - 対人口: 32.5% - 対家族数: 29.1% - 18歳未満: 40.1% - 65歳以上: 21.0% |

## 都市と町
| - カンバーランド - ハーラン - 郡庁所在地 - ベナム - エバーツ | - ロイヤル - リンチ - ウォリンズクリーク |

### 未編入の町
| - エイジズ・ブルックサイド - バクスター - ブレッドソー - カウッド - コルディロン - クランクス | - デイホイト - エルコーム - フレッシュメドウズ - グレイズノブ - ガルストン - ハイスプリント | - ホームズミル - ケンバー - パスフォーク - プットニー - パインマウンテン - ロスポイント | - サウスウォリンズ - スミス - タッキータウン - ティーターズビル - トッツ - バーダ |

## 教育

### 高等教育機関
郡内唯一の高等教育機関はサウスイースト・ケンタッキー・コミュニティ工科カレッジ（正式にはサウスイースト・コミュニティカレッジと呼ばれる）であり、ケンタッキー州コミュニティ工科カレッジ・システムの構成校であり、カンバーランド市に主キャンパスがある。

### 公共教育学区
郡内には2つの公共教育学区がある。

#### ハーラン郡教育学区
ハーラン郡教育学区は、ハーラン市内と市に隣接する未編入の町幾つかを除き、郡全体の公共教育を管轄している。高校は2008年8月に開校したハーラン郡高校がある。この新高校はハーラン市の東、田園部のロスポイントの町にあり、それまでの3つの高校の代替となった。学区内には小学校8校がある。

#### ハーラン市独立教育学区
ハーラン市独立教育学区はハーラン市をカバーする教育学区であり、高校はハーラン高校1校、中学校、小学校各1校がある。

### 私立学校
- ハーラン郡クリスチャン学校、プットニー[9]
- ビクトリーロード・クリスチャン・アカデミー、カンバーランド市[10]

## 著名な出身者
- ニック・ラシェイ — 歌手、俳優

## 見どころ

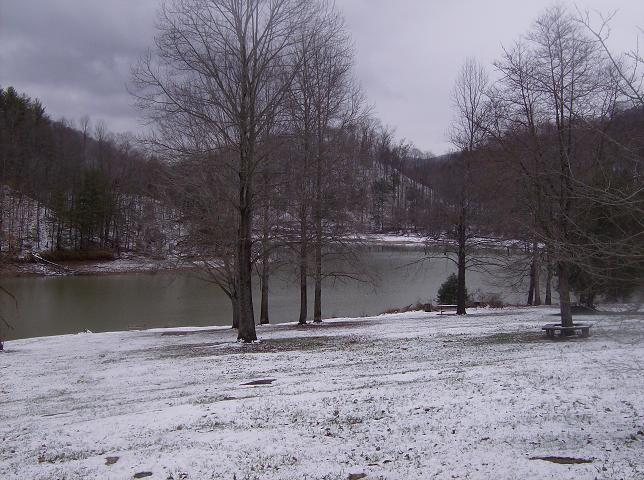
マーティンズ支流

- ブラック山オフロード・アドベンチャー地域、このオフロード公園は「ATVパスファインダー」によって、2年続けて全地形対応車の最良地点に挙げられた。四輪駆動車のために7,000エーカー (28 km2) の土地が用意されている。多くの利用者が訪れており、アメリカ合衆国東部では最良の場所と見なされている。郡内ではATV車のパレードが行われ、ギネスブックにも登録されている
- キングダムコーム州立公園、標高2,700フィート (820 m)、広さ1,283エーカー (5.19 km2) のこの州立公園は、カンバーランド市郊外にあり、リトルシェパード・トレイルに結ばれている。ケンタッキー州出身の小説家ジョン・フォックス・ジュニアによる南北戦争に関する小説『The Little Shepherd of Kingdom Come』に因む命名である。ログロックやレイブンロックなど自然の奇岩がある。毎年ケンタッキー州黒熊祭が開催されている。
- マーティンズ支流湖
- クランクス・クリーク湖
- パインマウンテン・セツルメント学校[11]
- ベナム校舎宿屋
- ケンタッキー州石炭鉱業博物館
- ヘンスリー開拓地、ケンタッキー州道987号線の南、ヘンスリー開拓地道路沿い

My daddy was a miner

And I'm a miner's son

And I'll stick with the union

Till every battle's won

They say in Harlan County

There are no neutrals there

You'll either be a union man

Or a thug for J.H. Blair

## 大衆文化の中で
- ハーラン郡はエルモア・レナードの脚本に基づきグレアム・ヨストが制作したFXテレビの連続ドラマ『Justified』の舞台になった
- ハーランは、アーロン・ワトソンの歌『Kentucky Coal Miner's Prayer』で言及されている。ダレル・スコットの歌『You'll Never Leave Harlan Alive』の主題となり、この歌はブラッド・ペイズリー、キャシー・マテア、パッティ・ラブラス等もカバーした。ディアクス・ベントレーのアルバム『Up on the Ridge』に入っている歌『Down in the Mine』でもハーランが歌われている。18世紀のフォークソング『Shady Grove』の多くのバージョンでも歌われている。有名な労働者の歌『Which Side Are You On?』（右掲）は1931年にハーラン郡周辺で書かれた。ピート・シーガーやアルマナック・シンガーズからビリー・ブラッグ、ドロップキック・マーフィーズ、ナタリー・マーチャントまで多くのアーティストがカバーした
- バーバラ・コップルが監督したブルックサイド・ストライキに関する1976年の映画『Harlan County, USA』はアカデミー長編ドキュメンタリー映画賞を受賞した。
- 2000年のテレビ映画『Harlan County War』もイーストオーバーとブルックサイドのストライキに関するものであり、トニー・ビルが監督し、ホリー・ハンターが主演した
- バンドのスピア・オブ・デスティニーは、1985年のアルバム『World Service』の挿入曲にハーラン郡と題する歌を書いた